# Ptychomitrium serratum
Ptychomitrium serratum är en bladmossart som beskrevs av Bruch och W. P. Schimper 1837. Ptychomitrium serratum ingår i släktet atlantmossor, och familjen Ptychomitriaceae. Inga underarter finns listade i Catalogue of Life.